# Prunus pygeoides
Prunus pygeoides är en rosväxtart som beskrevs av Emil Bernhard Koehne. Prunus pygeoides ingår i släktet prunusar, och familjen rosväxter. Inga underarter finns listade i Catalogue of Life.